# Сексуальная забастовка
Сексуальная забастовка (англ. Sex strike) — забастовка, метод ненасильственного сопротивления, в которой одно или несколько лиц (как правило, женщины) воздерживаются от секса со своими партнерами для достижения определенных целей. Это форма временного сексуального воздержания.
Сексуальные забастовки использовались для протеста против совершенно разных проблем — от войны до насилия в семье.

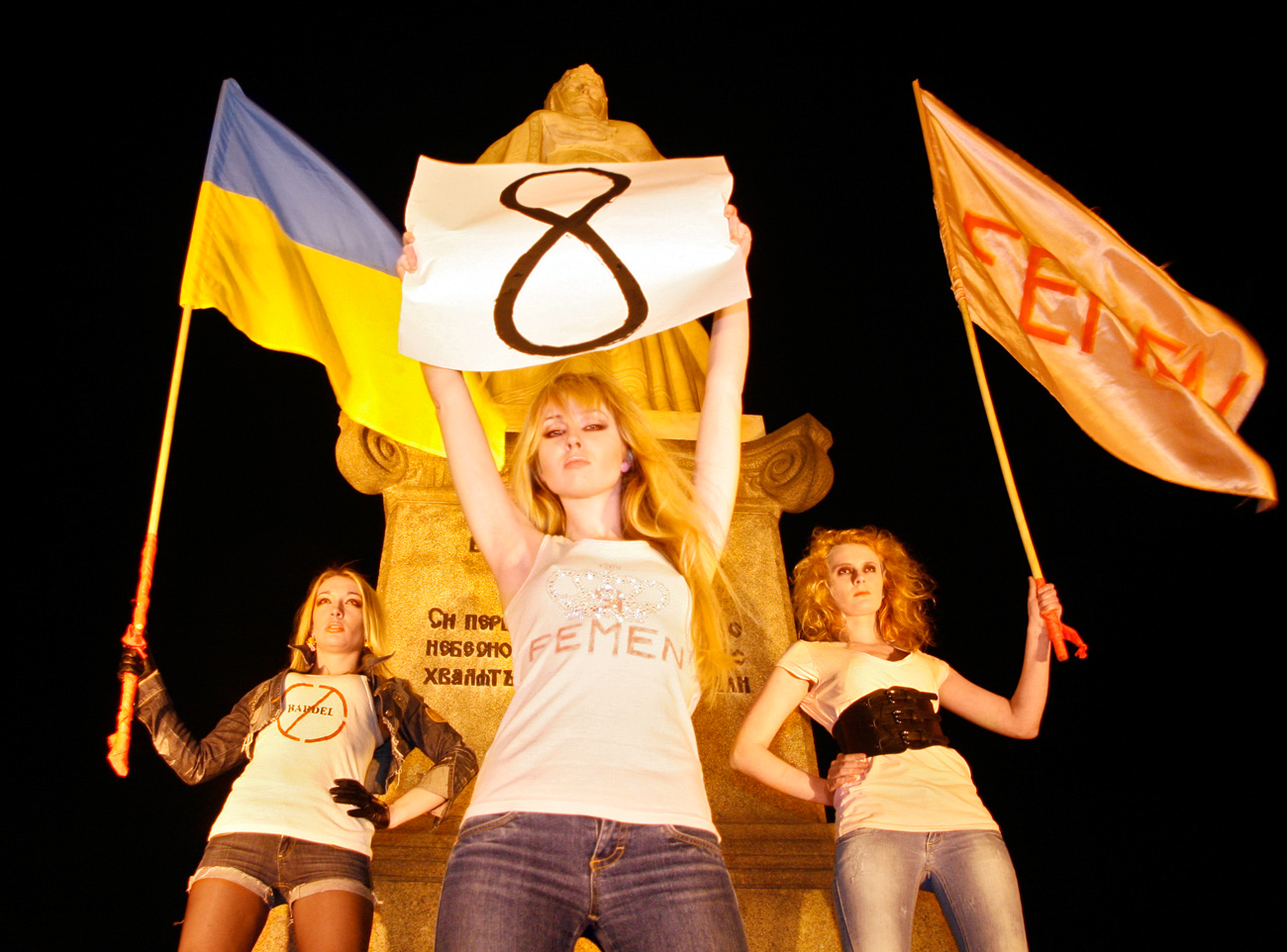
Украинское женское движение «Femen» призывает к сексуальной забастовке в знак протеста против сексуальной эксплуатации женщин.

## История

### Древняя Греция
Самым известным примером сексуальной забастовки в Древней Греции является антивоенная комедия греческого драматурга Аристофана «Лисистрата». Женские персонажи в пьесе, во главе с одноимённой Лисистратой, отказывают в сексе своим мужьям в рамках своей стратегии по обеспечению мира и прекращению Пелопоннесской войны.

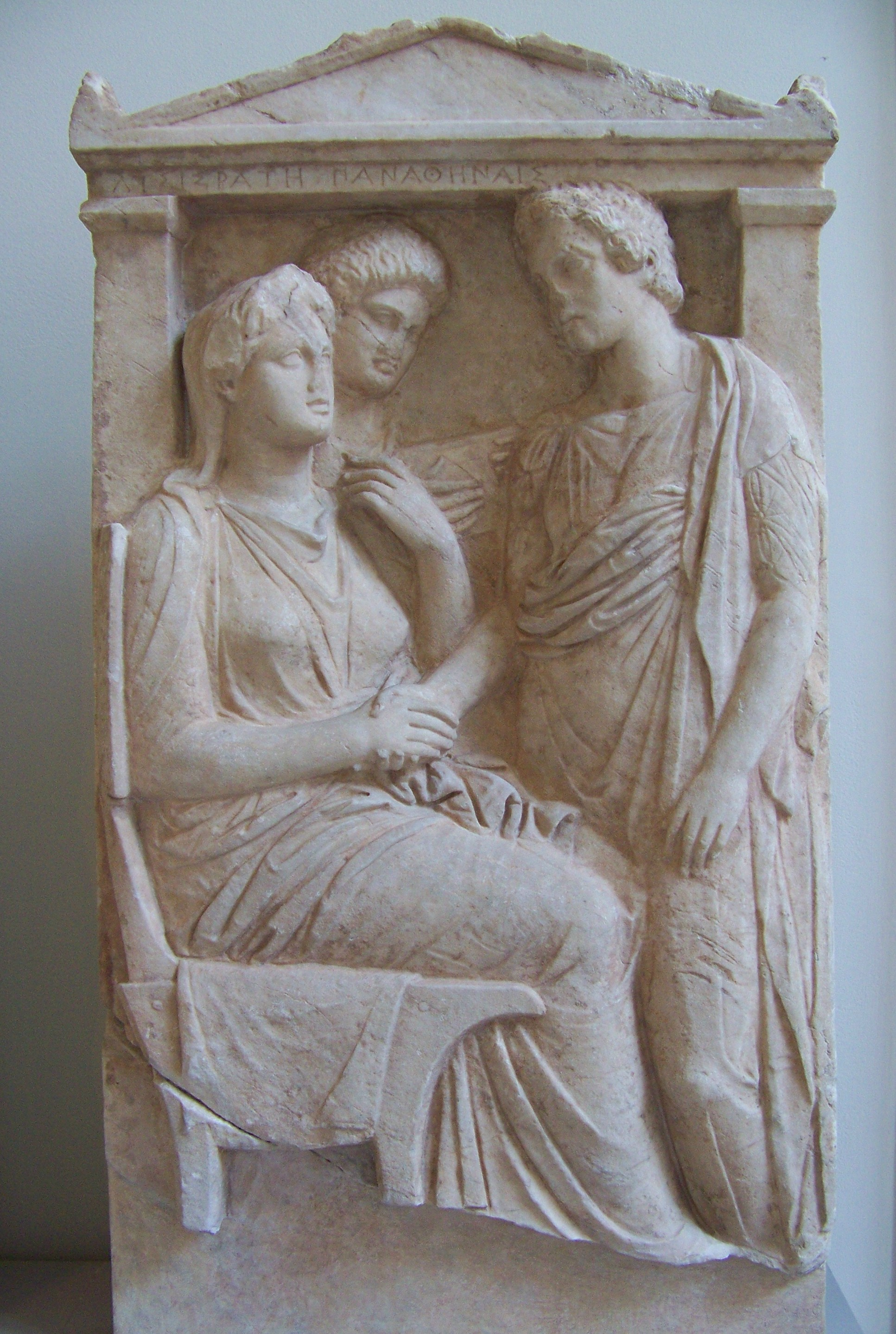
Мраморная стела Лисистрата

### Нигерия
Среди людей игбо в Нигерии в доколониальные времена сообщество женщин периодически формировалось в «Совет», своего рода «профсоюз женщин». Его возглавляла Агба Экве, она имела придворных, а также обладала не последним словом на публичных собраниях. Главной её задачей было обеспечение хорошего поведения мужчин, наказание мужчин за попытки преследования или жестокого обращения. Чего больше всего боялись люди, так это силы удара «Совета». По словам Ифи Амадиуме, антрополога Игбо: «Самым сильным оружием, которое „Совет“ имел и использовал против мужчин, было право отдавать приказы всем женщинам о массовых забастовках и демонстрациях. Когда им было приказано нанести удар, женщины отказались выполнять свои ожидаемые обязанности и роли, включая все бытовые, сексуальные и материнские услуги массово, заботясь только о грудных детях».

### Всемирная история и предыстория
Ссылаясь на подобные примеры забастовки женщин у охотников и собирателей и в других доколониальных традициях по всему миру, некоторые антропологи утверждают, что именно благодаря такой женской солидарности, особенно коллективному сопротивлению возможности изнасилования, возникли язык, культура и религия у людей. Эта противоречивая гипотеза известна как «Теория женских косметических коалиций», теория «Лисистраты», теория сексуальной забастовки.

## Современные времена

### Колумбия
В июне 2011 года женщины, организовавшие так называемое «Движение со скрещенными ногами» в небольшом городке Барбакоас на юго-западе Колумбии, начали забастовку, чтобы заставить правительство отремонтировать дорогу, соединяющую Барбакоас с соседними городами. Они заявили, что если мужчины города не будут требовать действий, они откажутся вступать с ними в половую связь. Мужчины Барбакоаса не оказали поддержки в начале кампании, но вскоре присоединились к кампании протеста. В октябре 2011 года после 112-дневной забастовки колумбийское правительство пообещало принять меры по ремонту дорог, и позже последовало строительство.

### Кения
В апреле 2009 года группа кенийских женщин организовала недельную секс-забастовку, нацеленную на политиков, подстрекая к участию жён президента и премьер-министра, а также предлагая платить проституткам за упущенный заработок, если они к ним присоединятся.

### Филиппины
Летом 2011 года женщины в сельской местности Минданао провели сексуальную забастовку продолжительностью в несколько недель, пытаясь положить конец дракам между их двумя деревнями.

### Южный Судан
В октябре 2014 года политик из Южного Судана Присила Наньян координировал встречу женщин-активисток «ЗА мир» в Джубе, «чтобы продвигать дело мира, исцеления и примирения». Участники выступили с заявлением, в котором призвали женщин Южного Судана «отрицать супружеские права своих мужей, пока они не обеспечат восстановление мира».

### Либерия

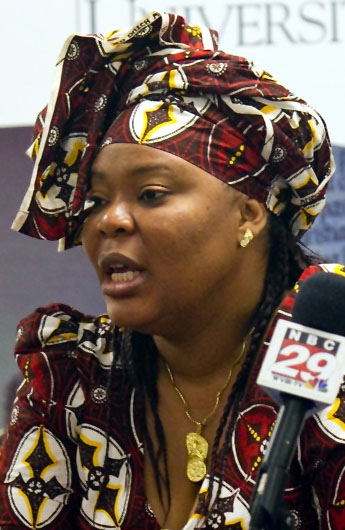
Лейма Гбови на награждении Нобелевской премии

В 2003 году Лейма Гбови и мирное движение «Женщины Либерии за мир» организовали акции протеста против насилия, в том числе с помощью сексуальной забастовки. Их действия привели к миру в Либерии после 14-летней гражданской войны и избрания Элен Джонсон-Серлиф, первой женщины-главы государства в стране. Лейма Гбови была удостоена Нобелевской премии в 2011 году «за её ненасильственную борьбу за безопасность женщин, а также за права женщин на полное участие в работе по миростроительству».

### Неаполь (Италия)
В канун Нового года 2008 года, сотни неаполитанских женщин пообещали заставить своих мужей и любовников «спать на диване», если они не предпримут меры, чтобы фейерверк не вызвал серьёзных травм.

### Того
В 2012 году, вдохновленная либерийской секс-забастовкой 2003 года, оппозиционная коалиция Того «Давайте спасем Того» попросила женщин воздержаться от секса на неделю в знак протеста против президента Фора Гнассингбе, чья семья находится у власти более 45 лет. Забастовка была направлена на то, чтобы «мотивировать людей, не вовлеченных в политическое движение, преследовать свои цели». Лидер оппозиции Изабель Амеганви рассматривает это как возможное «оружие для битвы», чтобы достичь политических изменений.